# Де Севр
Де Севр (фр. Deux-Sèvres) департман је у западној Француској. Припада региону Нова Аквитанија, а главни град департмана (префектура) је Ниор. Департман Де Севр је означен редним бројем 79. Његова површина износи 5.999 км². По подацима из 2010. године у департману Де Севр је живело 369.270 становника, а густина насељености је износила 62 становника по км².
Овај департман је административно подељен на:
- 3 округа
- 33 кантона и
- 305 општина.

## Демографија
| 1999.   |
| ------- |
| 344.392 |